# Adrianus Catharinus Holtius

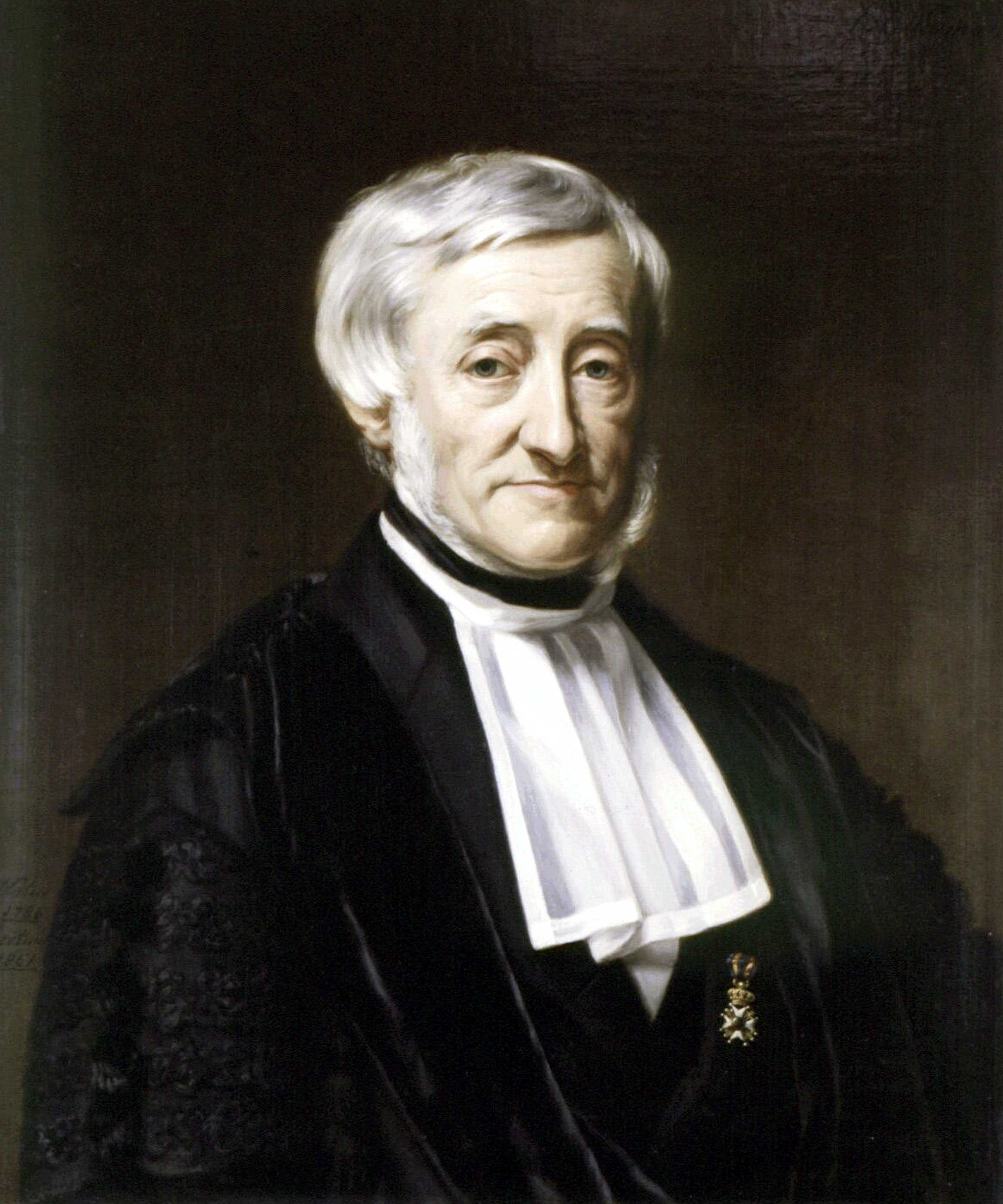
Adrianus Catharinus Holtius

Adrianus Catharinus Holtius (* 13. Oktober 1786 in Koudekerke; † 29. März 1861 in Utrecht) war ein niederländischer Rechtswissenschaftler.

## Leben
Der Sohn des Hendrik Holtius (* 16. September 1753 in Leiden; † 29. August 1792) und Adriana Catharina Vosmaer (* 6. Januar 1755 in Den Haag; † 21. Januar 1839 in Utrecht) erhielt Privatunterricht, hatte schon früh seinen Vater verloren. Seine Mutter heiratete daraufhin in Koudekerk den Pfarrer Reinier Schweigholt (get. 14. August 1763 in Amsterdam; † 3. März 1831 in Loenen), von dem der junge Holtius die erste Anleitung zur lateinischen und griechischen Sprache erhielt. Die Familie lebte dann in Zierikzee und Loenen. Nach dem Besuch der Schulen in Leiden und Heusden, immatrikulierte er sich 1809 an der Universität Utrecht zum Studium der Rechte. Er besuchte auch die Vorlesungen des Philipp Wilhelm van Heusde. Besonderen Einfluss auf seine juristischen Studien übten während jener Zeit Cornelis Willem de Rhoer und Hermann Arntzenius aus. Nachdem er am 6. April 1811 in Utrecht unter Arntzenius mit der Arbeit Quaestiones juridicae inaugurales zum Doktor der Rechte promoviert hatte, betätigte er sich als Anwalt in Zierikzee.
1812 erhielt Holtius eine Gerichtsstelle in Loenen und wechselte 1814 als Hypothekenbewahrer nach Amersfoort. Nachdem sein Schwager Jan Richard de Brueys 1815 eine Berufung an die Universität Utrecht annahm, übernahm Holstius dessen Professur am Athenaeum in Deventer. Diese Aufgabe trat er am 24. Oktober 1816 mit der Rede de literarum studio inprimis graecarum cum jurisprudentia conjungendo an. Von Mai bis Oktober 1819 unternahm er eine Bildungsreise die ihn an die Universität Göttingen führte. Hier besuchte er die Vorlesungen des Gustav von Hugo. Zurückgekehrt in die Niederlande machte er mit einigen Arbeiten auf sich aufmerksam und wurde am 22. April 1821 zum Professor für bürgerliches und Handelsrecht an die Universität Groningen berufen. Diese Aufgabe übernahm er am 22. September 1821 mit der Einführungsrede Oratio de Iure Praetorio, cum apud Romanos, tum apud Anglos, ad ius civile supplendum et emendandum aptissimo. Am 30. September 1822 erhielt er einen Ruf als Professor der Instituten und des römischen Rechts an die Universität Löwen, welche Stelle er am 29. Juli 1823 mit der Rede de juris Romani studio etiam post renovatum jus nostrum legibus pernecessario übernahm.
In der Folge der belgischen Revolution verließ Holtius Löwen. Er fand am 6. März 1831 eine neue Hochschullehrerstelle in Utrecht, wo man ihn zum adjunktierten Professor der Rechte berief, welche Aufgabe er am 23. August 1831 übernahm. Am 23. Februar 1835 erhielt er die Berufung zum ordentlichen Professor der Rechte. Nachdem er am 26. März 1835 diese Aufgabe übernommen hatte, hielt er am 24. März 1836 erst seine Einführungsrede Oratio de liberalitate majorum nostrorum, quae academiis instituendis augendisque cognita est. In seiner Eigenschaft als Utrechter Hochschullehrer, beteiligte er sich auch an den organisatorischen Aufgaben der Hochschule und war 1835/36 Rektor der Alma Mater. Bei der Niederlegung des Rektorats hielt er die Rede de liberalitate majorum nostrum quae academiis instituendis augendisque cognita est. Am 1. Januar 1857 wurde er emeritiert.
Holtius war ab 1822 korrespondierendes und ab 1837 ordentliches Mitglied der königlich niederländischen Instituts der Wissenschaften (KNAW), am 15. Juni 1837 wurde er Mitglied der niederländischen Literatur in Leiden und war engagiertes Mitglied der provinziellen Utrechtschen Gesellschaft der Wissenschaften und Künste. Zudem wurde er am 28. November 1840 Ritter des Ordens vom niederländischen Löwen.
Holtius ehelichte am 24. Mai 1815 in Den Haag Cecilia de Brueys (* 16. Mai 1792 in St. Oedenrode; † 18. Mai 1867 in Utrecht), die Tochter des Benjamin de Brueys (* 6. Mai 1742 in Den Haag; † 22. August 1826 ebenda) und der Arnoldina Roosendael (* 12. Dezember 1762 in Den Bosch; † 1. April 1828 in Utrecht). Die Ehe blieb kinderlos.

## Werke (Auswahl)
- Quaestiones Juridicae Inaugurales. Utrecht 1811
- Oratio de literarum studio inprimis graecarum cum jurisprudentia conjungendo. Deventer 1817 (Online)
- Oratio de Jure Praetorio, cum apud Romanos tum apud Anglos ad Jus Civile supplendum et emendandum aptissimo. Groningen 1822.
- Jura, auctoritas, dignitas JCtorum Romanorum inde a temporibus Caesaris Augusti usque ad decessum Justiniani Imperatoris. Amsterdam 1822
- Dissertatio de usufructu accrescendo. Löwen 1827
- Historiae Juris Romani Lineamenta. Löwen 1830 (Online)
- Historiae Juris Romani lineamenta. Editio altera, Traj. ad Rhen. 1840 (Online)
- Het wisselregt in de XVIde eeuw, volgens de Consilia van Baldus. Amsterdam 1840.
- Redevoeringen van Esaias Tegnèr, uit het Zweedsch. Utrecht 1840.
- Het Nederlandsche Faillitenregt, volgens het derde boek van het Wetboek van Koophandel, wetenschappelijk verklaard. Utrecht 1850 (Online)
- Commentatio de Consilio sapientis et de transmissione Actorum. Amsterdam 1850
- Geschied- en Regtskundige Verhandelingen. Utrecht 1851 (Online); ins deutsche übersetzt unter dem Titel: S. Sutro: Abhandlungen civilistischen und handelsrechtlichen Inhalts. Utrecht 1852 (Online)